# Punta de Roquetes
La Punta de Roquetes és una muntanya de 1.987 metres que es troba entre els municipis d'Esterri de Cardós i de Lladorre, a la comarca del Pallars Sobirà.